# Pieter Staessens
Pieter Staessens (Rumbeke, 31 december 1865 – Roeselare, 29 augustus 1940) was een Belgische vakbondsmilitant uit de beginperiode van het christelijke syndicalisme. Hij werd later schepen in Roeselare en tijdens de Eerste Wereldoorlog was hij een jaar lang waarnemend burgemeester van Roeselare.

## Biografie
Pieter Staessens is in 1891 een van de medestichters van de 'Gilde van Ambachten en Neringen', de eerste christelijke vakvereniging in de textielstad Roeselare. Staessens werkt als vertegenwoordiger, maar is al snel actief voor de belangen van de werknemers. Hij wordt aangesteld als vertegenwoordiger van de weversvakbond voor het eerste congres van de Belgische Volksbond in 1892. In 1895 wordt hij verkozen in de Roeselaarse gemeenteraad. Hij was het eerste raadslid uit de arbeidersrangen. In 1896 staat hij aan de wieg van de 'Provincievereniging van de weversvakken in West-Vlaanderen' en wordt er de voorzitter van. Hij staat ook aan de doopvont van de pensioenkas 'Zorgen voor Morgen' en laat het eerste nationaal congres van de 'Landsgilde der Weefstofbewerkers' in Roeselare doorgaan. Dit is de voorloper van de Christelijke Centrale der Textiel- en Kledingbewerkers van België.
In 1900 richt hij met de Gilde de Samenwerkende Maatschappij Sint-Jozefsweversbond op, waarvan een deel met eigen kapitaal. De bond beschikt over een eigen weverij en moet werklozen aan het werk zetten. De opbrengst van de weverij wordt gebruikt om twee vrijgestelden te betalen die met de fabrieksbazen moeten onderhandelen. Staessens is een van hen. Staessens is een voorstander van de coöperatieve werking en mijdt stakingen als drukkingsmiddelen. Hij staat ook aan de wieg van de lokale afdeling van de Christelijke Mutualiteiten. Tijdens de lock-out in Roeselare, een ongezien grote staking en krachtmeting tussen de lokale textielarbeiders en bazen, in 1912-1913 is Staessens een van de belangrijkste onderhandelaars namens de arbeiders.
Tijdens de Eerste Wereldoorlog wordt Staessens als oudste raadslid in rang dienstdoend schepen door het vertrek en overlijden van enkele schepenen. In 1917 wordt de stad Roeselare voor een groot stuk ontruimd. Op drie na alle raadsleden verlaten de stad. Zo wordt Staessens van november 1917 tot september 1918, een van de moeilijkste periodes in de belegerde stad, dienstdoend burgemeester. Na de terugkeer van het vooroorlogse schepencollege blijft hij dienstdoend schepen daar een van hen al overleden is. Het feit dat hij als waarnemend burgemeester de stad doorheen het laatste oorlogsjaar leidde, wordt hem door burgemeester Jan Mahieu niet in dank afgenomen. Staessens mag na de verkiezingen van 1921 wel schepen blijven en wordt zo de eerste schepen in de stad uit de arbeidersverenigingen. Hij blijft schepen en raadslid tot hij in 1928 afstand doet van zijn mandaat.
In 2011 kreeg Pieter Staessens een straatnaam in Roeselare, de 'Pieter Staessensstraat'. 

## Bron
- Ferdy CALLEWAERT. Van De Gilde tot het Algemeen Christelijk Werknemersverbond in de XXste eeuw in Roeselare. Roeselare, 2012.